# アカン郡

アカン郡
Aken

アカン郡 (アカンぐん、ハイチ語: Aken、フランス語: Aquin) は、ハイチ南部、南県東部の郡。北にニップ県バラデー郡、アンサヴォー郡、北東にミラグワーヌ郡、東に南東県ベネ郡、西にオカイ郡と接し、南はカリブ海に臨む。
東にアカン、西にサン・ルウィ・ディシド、北西にカヴァイヨンの3つのコミーンが置かれている。

## 脚註
1. 1 2  “Haiti: administrative units, extended”.   GeoHive.com. 2016年10月5日時点のオリジナルよりアーカイブ。2021年8月10日閲覧。
2. ↑  “POPULATION TOTALE, POPULATION DE 18 ANS ET PLUS MÉNAGES ET DENSITÉS ESTIMÉS EN 2015” (pdf).   Institut Haïtien de Statistique et d’Informatique (IHSI). pp. 16 - 17 (2015年3月). 2021年8月10日閲覧。